# Bad Rothenfelde
Bad Rothenfelde is een plaats in de Duitse deelstaat Nedersaksen, gelegen in het Landkreis Osnabrück. Het chique kuuroord telt 8.391 inwoners. Naburige steden zijn onder andere Bad Essen, Bad Iburg en Bad Laer.

## Indeling van de gemeente, bevolkingscijfers
De gemeente Bad Rothenfelde bestaat uit het hoofddorp van die naam, en de ten zuiden ervan gelegen gehuchten Aschendorf en Strang.
De bevolkingsgrootte was 8.317 mensen per 31 december 2018.
Van de bevolking behoort 46,0 % tot de evangelisch-lutherse gezindte, het aandeel rooms-katholieken is 26,8 %, de overige 27,2 % hangen andere geloofsrichtingen aan of zijn atheïst.
De gemeente is populair als vestigingsplaats voor met name al iets oudere mensen met een bovengemiddeld inkomen en/of vermogen.

## Ligging, verkeer, vervoer

### Buurgemeentes
Bad Rothenfelde grenst in het westen aan Bad Laer, in het noorden aan Hilter am Teutoburger Wald, in het oosten aan Dissen am Teutoburger Wald en in het zuiden aan de in deelstaat Noordrijn-Westfalen gelegen stad Versmold, Kreis Gütersloh.

### Wegverkeer
Bad Rothenfelde deelt met de oostelijke buurgemeente Dissen am Teutoburger Wald afrit nr. 13 van de Autobahn A33 Osnabrück -Bielefeld.
Een hoofdweg, geen Bundesstraße, verbindt de plaats met de westelijke buurgemeente Bad Laer (8 km) en komt nog 7 km verder westelijk, te Glandorf, uit op de Bundesstraße 51 Münster - Osnabrück.

### Openbaar vervoer
Circa drie kilometer ten oosten van Bad Rothenfelde, in Dissen, staat Station Dissen-Bad Rothenfelde aan de sinds 1886 bestaande spoorlijn Brackwede - Osnabrück met de bijnaam Haller Willem. Hier rijden stoptreinen tussen Osnabrück en Bielefeld.
Van het spoorwegstation rijdt een bus naar een in het centrum van Bad Rothenfelde gelegen busstation (ZOB). Hiervandaan rijden streekbussen naar Osnabrück, Münster, Bad Iburg en Versmold

## Het kuurbedrijf

### Geschiedenis
In het ten minste vanaf 1515 bestaande dorp Rothenfelde werd in 1724 in opdracht van de prinsbisschop van Osnabrück, Ernst August II van Hannover, een bron met keukenzout bevattend water aangeboord. Tot plm. 1774 was er alleen een zoutziederij, zoutwinning voor commercieel gebruik. Hieromheen vestigden zich mensen en ontstond het huidige dorp. De zoutziederij sloot overigens pas in 1969 haar poorten. In 1774 werd, omdat aan het zoute water geneeskrachtige eigenschappen worden toegeschreven, het eerste gradeerwerk voor toepassing van zout water in een kuurbedrijf in gebruik genomen. Er ontstonden toen ook de eerste hotels. In de Franse tijd, in 1811, was er het eerste bericht van genezingen door dit soort zoutwaterkuren. In 1822 ging een tweede gradeerwerk open. In 1852 volgde een badhuis met 15 badkuipen voor zoutwaterbaden. In 1872 werd het kuurbedrijf door vier lokale ondernemers, onder wie Heinrich Schüchtermann, in een AG ondergebracht. Er werd een eerste klein kuurpark aangelegd. In 1905 kreeg de plaats het recht, het voorvoegsel Bad voor de plaatsnaam te zetten, en in 1909 ging het zgn. Bade- und Kurmittelhaus open. In 1894 en in de loop van de 20e eeuw werden nog meer bronnen aangeboord; het kuurbedrijf kwam uiteindelijk in handen van de gemeente.
De Tweede Wereldoorlog liet Bad Rothenfelde grotendeels ongemoeid. Wel werden de kuurgebouwen tot 1945 als lazaret voor gewonde militairen gebruikt, en waren zij gedurende de Britse bezetting van 1945-1950 geheel gesloten. Na de oorlog herstelde de plaats zich snel en werd met een chique villawijk uitgebreid.
Pas in 1965 volgde de officiële erkenning als staatlich anerkanntes Heilbad.
In de decennia tot 2010 volgden talrijke moderniseringen, uitbreidingen en aanpassingen aan de eisen en behoeften van de gasten van een modern, aan medische voorwaarden voldoend kuuroord.

### Huidige faciliteiten
Het kuurpark, dat 18 hectare groot is, heeft twee in respectievelijk 1777 en 1824 gebouwde gradeerwerken en drie vijvers.Het in 1824 gebouwde gradeerwerk, dat geen steunpijlers heeft, is 412 meter lang; de steile wand ervan bepaalt het dorpsgezicht sterk en is 's avonds soms op kunstzinnige wijze verlicht. Aan het uiteinde ervan is een replica gebouwd van de windmolen, die in de 18e eeuw en de vroege 19e eeuw het zoute bronwater langs het gradeerwerk omhoog pompte.
Het park beschikt over een muziekkoepel met daarachter rijen zitplaatsen voor concertbezoekers. Bijzonder is, dat er voor kuurgasten de mogelijkheid bestaat, te leren schieten met een sportgeweer.
Sinds 1999 is er ook een rosarium met 3.000 rozen.
Afgezien van het te Bad Rothenfelde gevestigde hoofdkantoor van een groot voedingsmiddelen- en diervoederconcern, is de plaats economisch afhankelijk van het wel en wee van het kuurbedrijf en het daarmee samenhangende toerisme.
Volgens de koopkrachtindex van GfK Germany heeft de bevolking van Bad Rothenfeld een bovengemiddelde koopkracht. De reden hiervoor is dat Bad Rothenfelde een geliefde en dure woonwijk is voor forensen uit de omgeving en senioren. Bad Rothenfelde omvat woonwijken met villa's en enkele voorzieningen voor senioren.
Het kuurbedrijf heeft teweeggebracht, dat een aantal gespecialiseerde klinieken zich te Bad Rothenfelde gevestigd hebben. In deze klinieken kan men terecht voor o.a. revalidatie na en/of behandeling van oogziektes, hart- en bloedsomloopaandoeningen (een naar Heinrich Schüchtermann genoemd hartziekenhuis, dat ook gecompliceerde hartoperaties uitvoert, en een revalidatiekliniek), orthopedische kwalen en reuma, huidziektes alsmede psychosomatische pijnklachten ten gevolge van andere ziektes. In 2018 werkten in al deze klinieken tezamen ruim duizend mensen.
Met het kuurbedrijf hangt de aanwezigheid van talrijke kleine en middelgrote hotels en pensions, alsmede van een luxe camping met sauna samen.

### Afbeeldingen

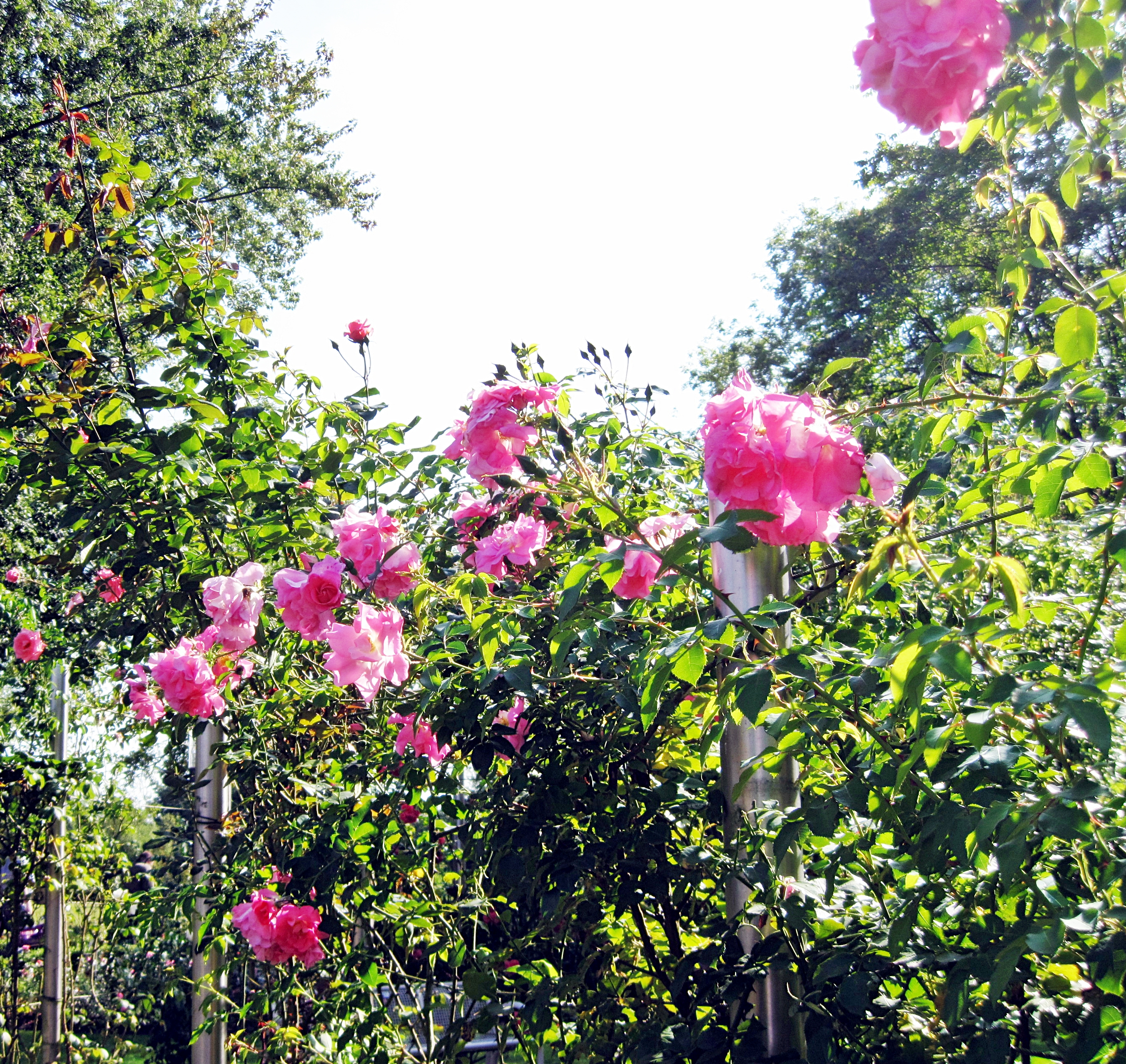
Rosarium
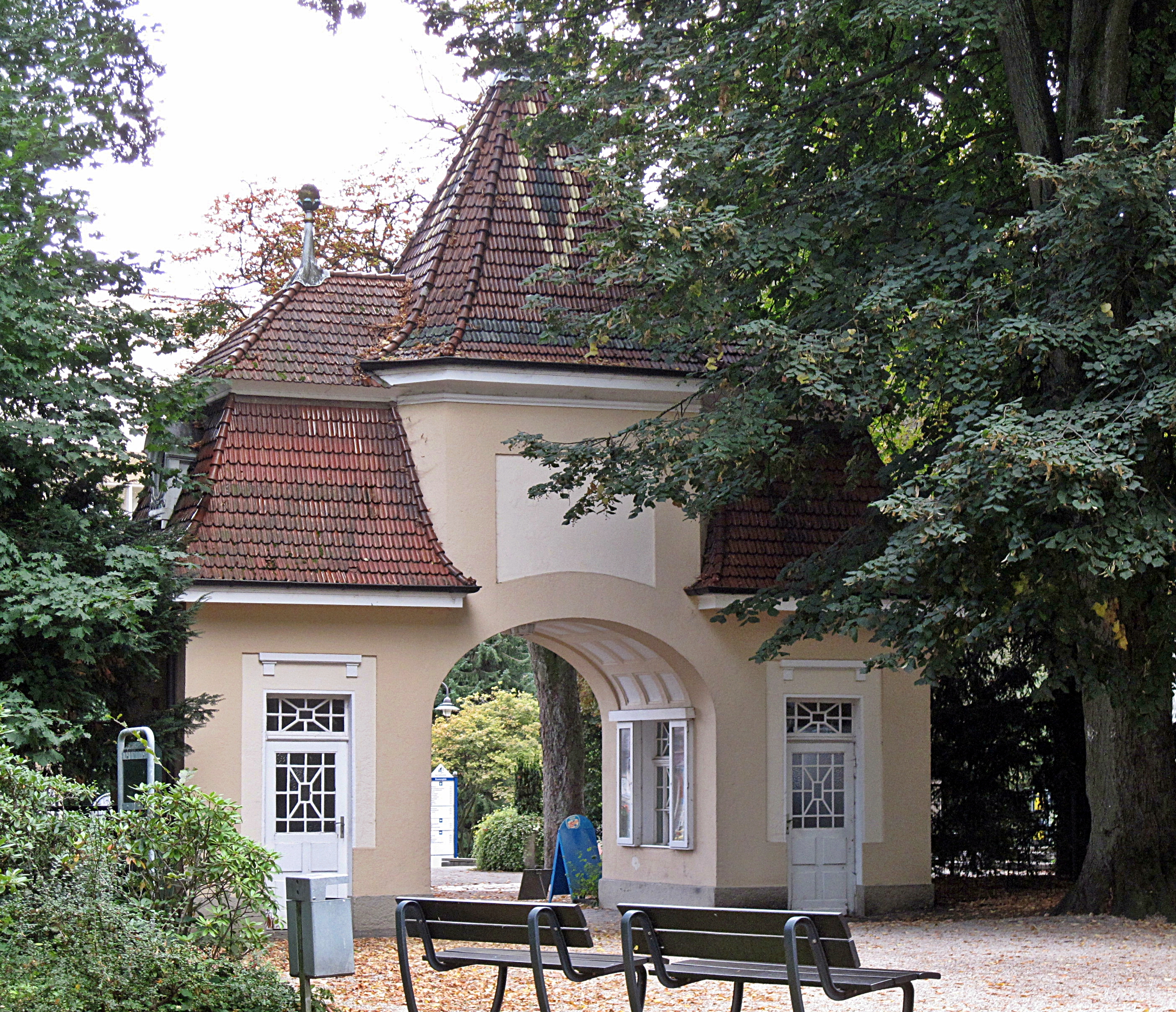
Uitgang concertgedeelte Kuurpark
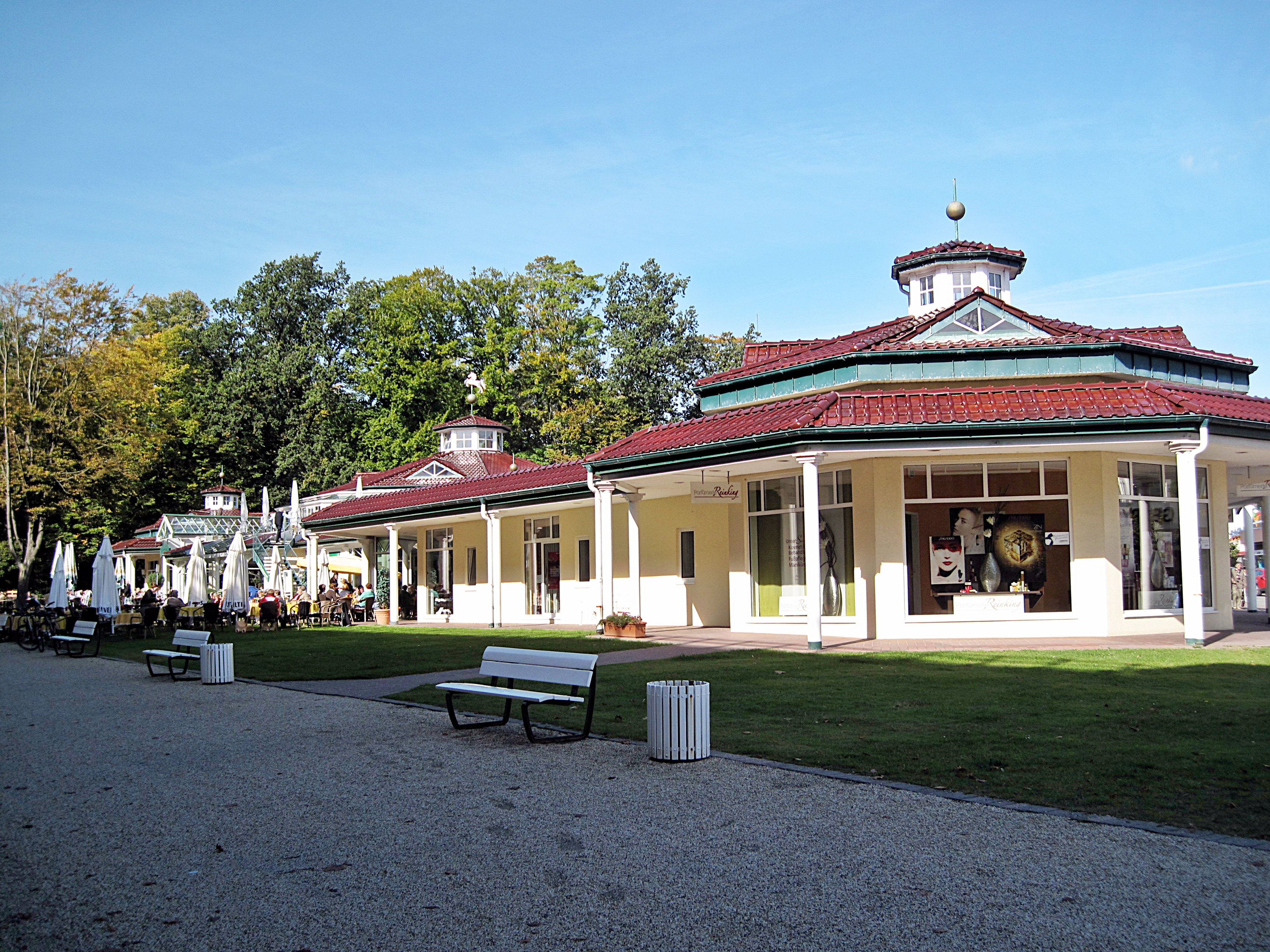
Winkel „Galerie am Alten Gradierwerk“
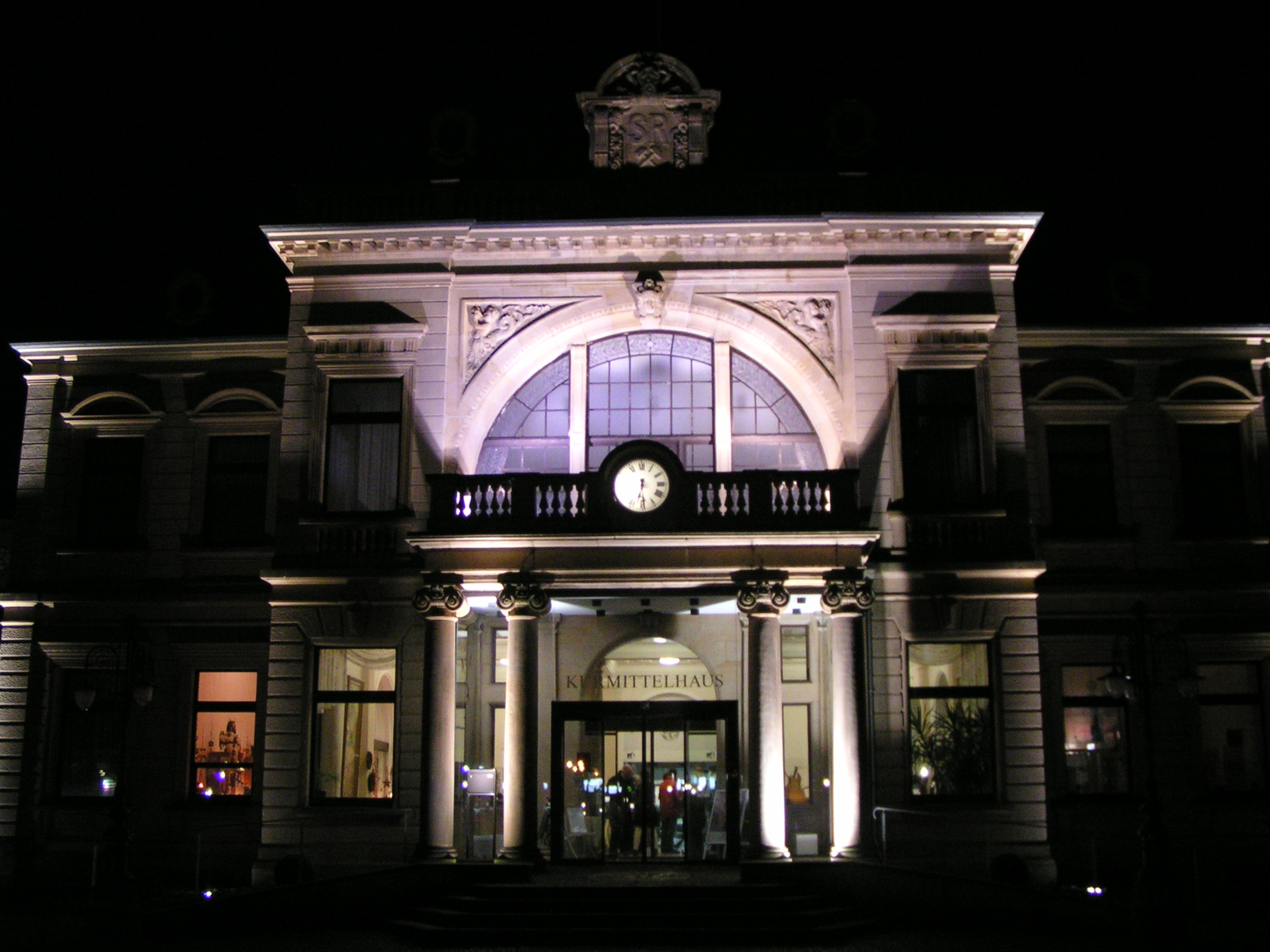
Het Kurmittelhaus
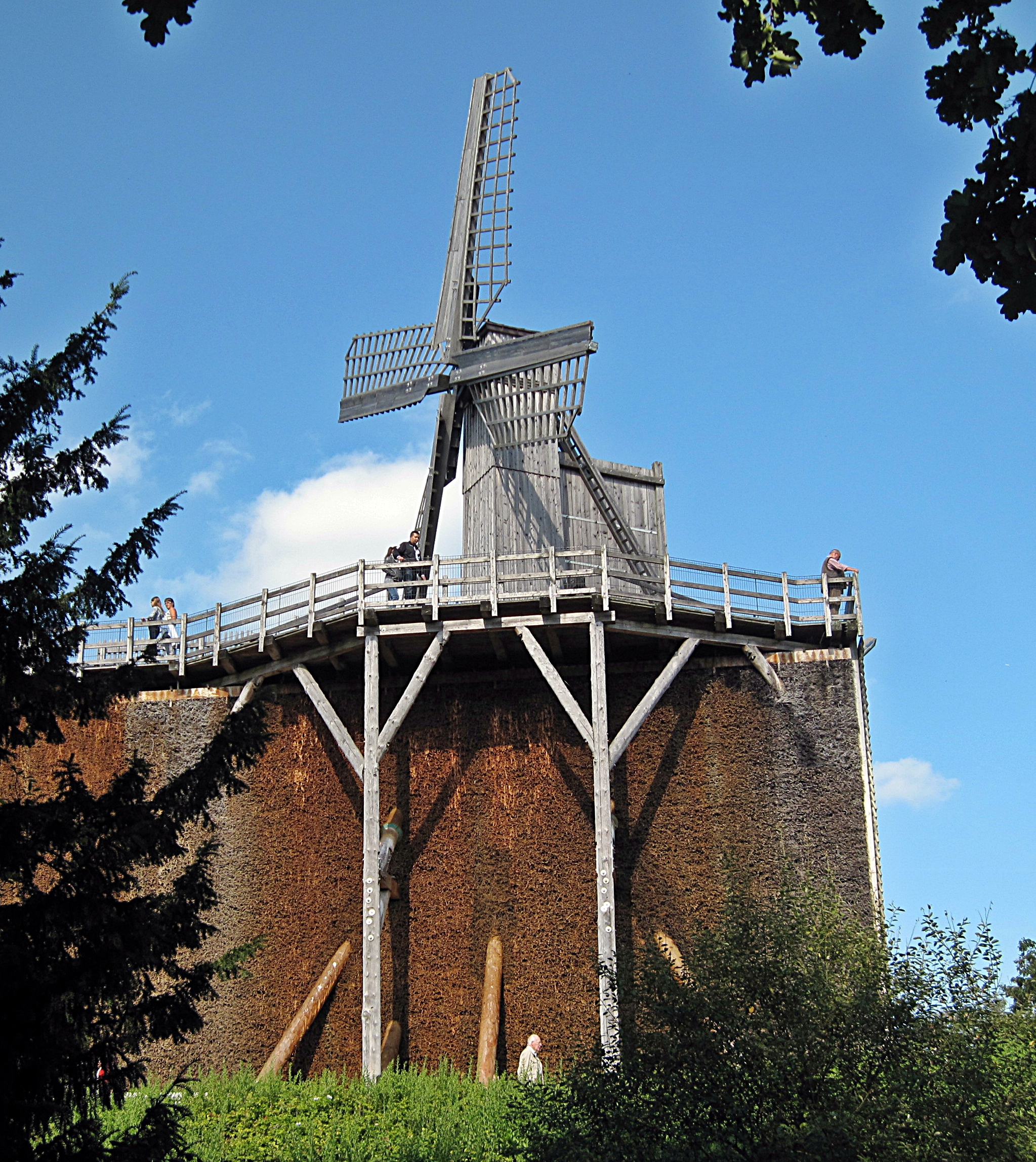
Windmolen op het gradeerwerk
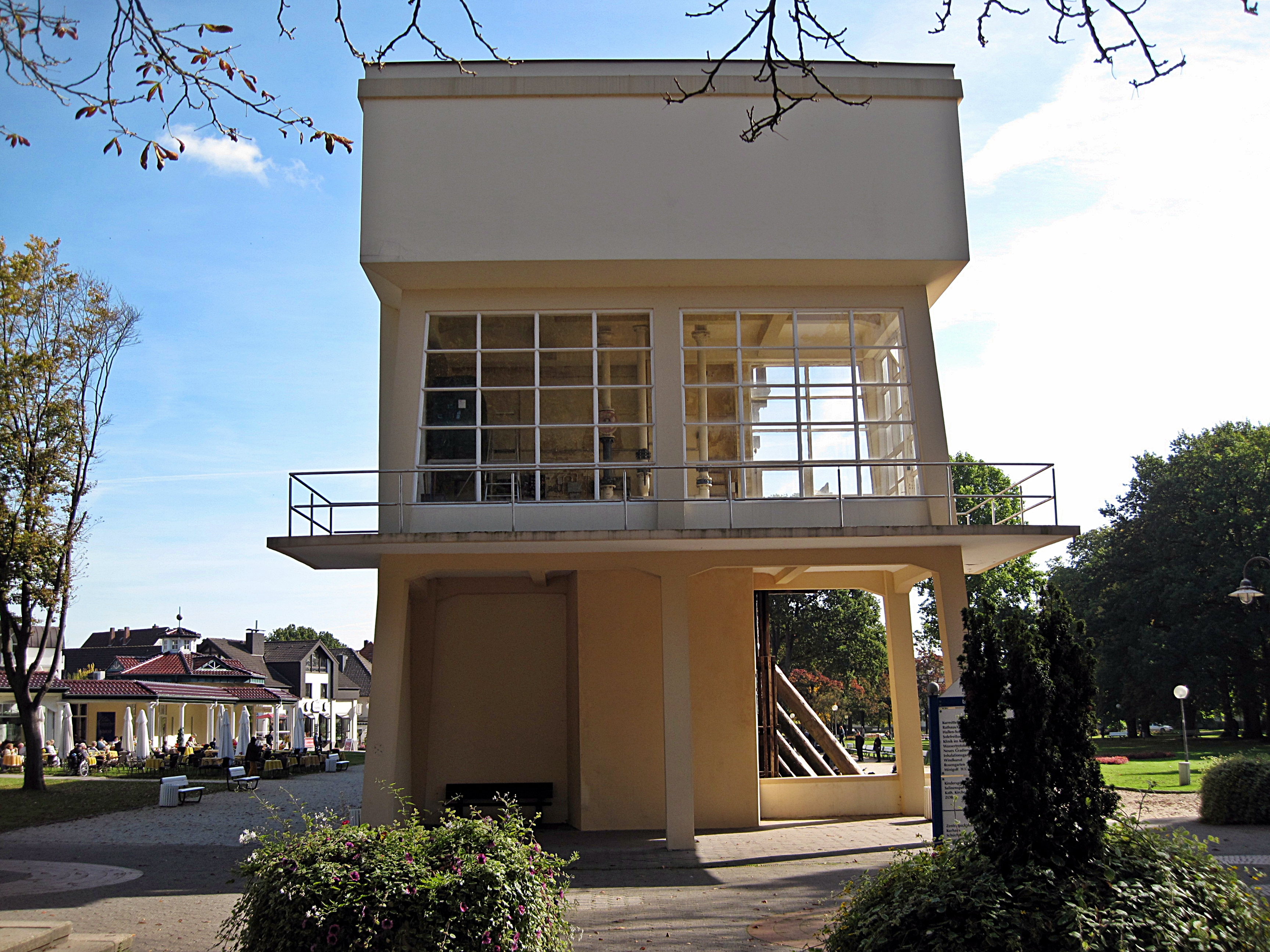
Pompgebouw met zoutwatertank van het gradeerwerk
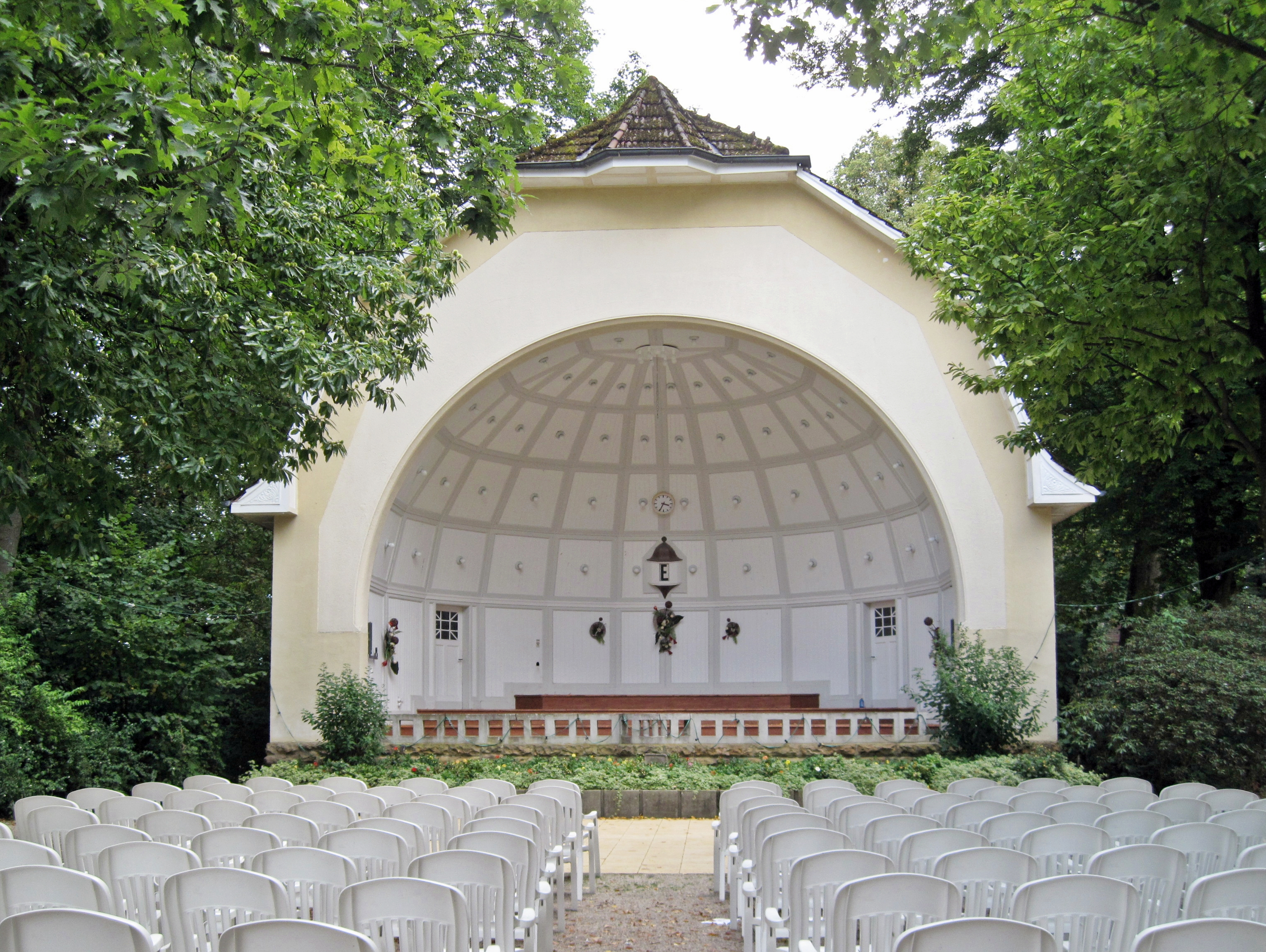
De muziekkoepel "Die Konzertmuschel"
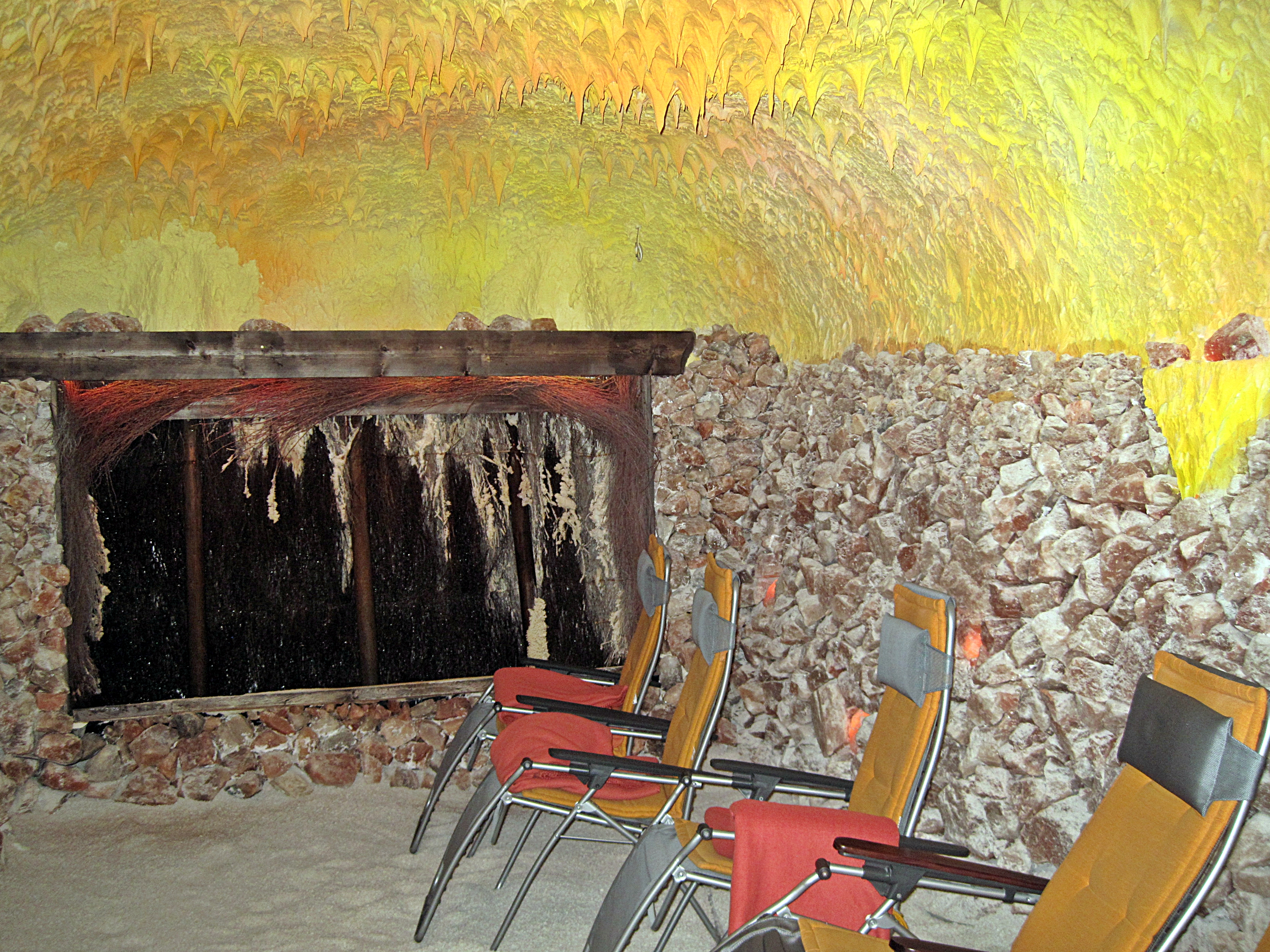
De zgn. zoutgrot in het kuurpark
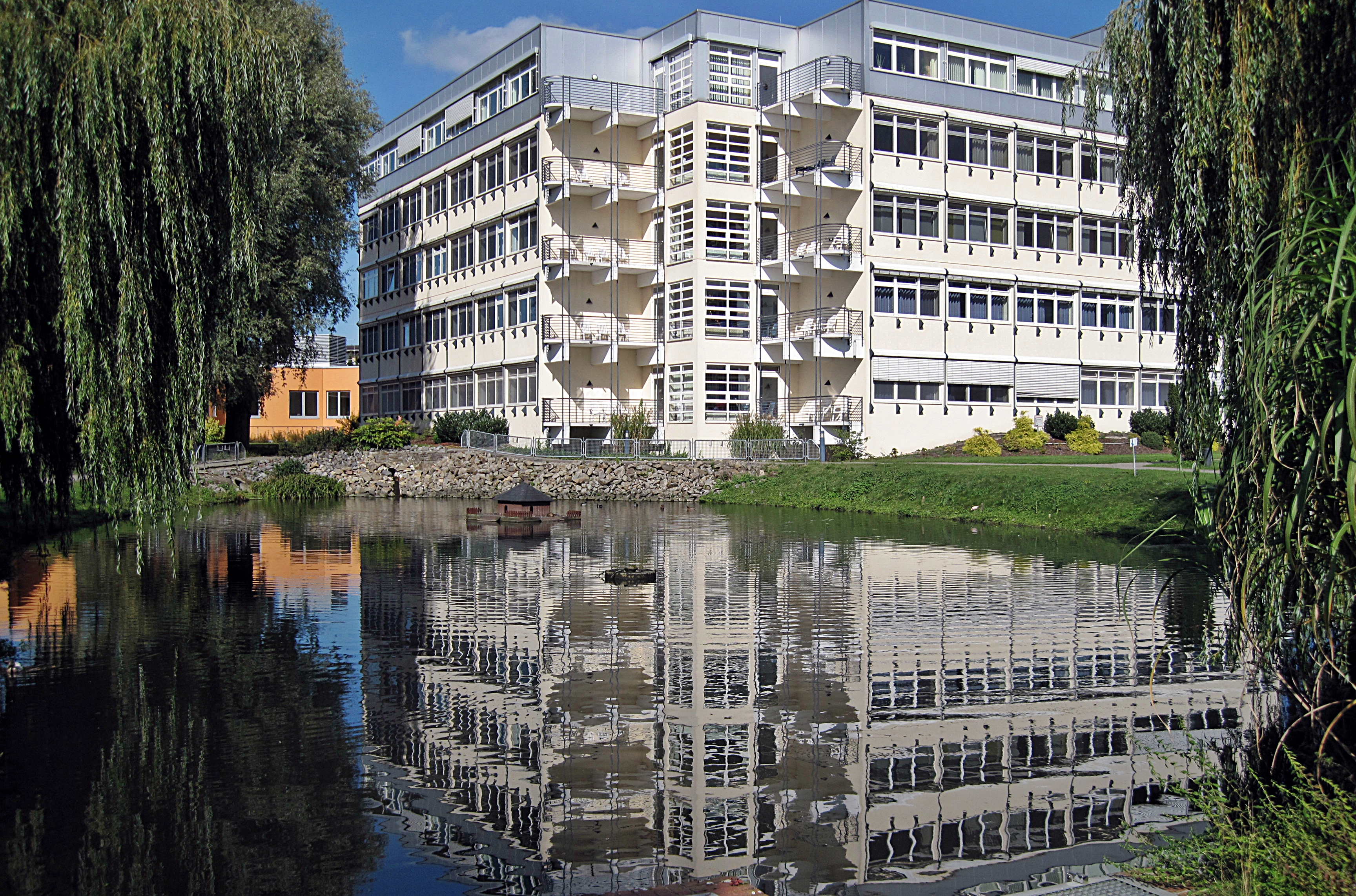
Hartziekenhuis Schüchtermannklinik
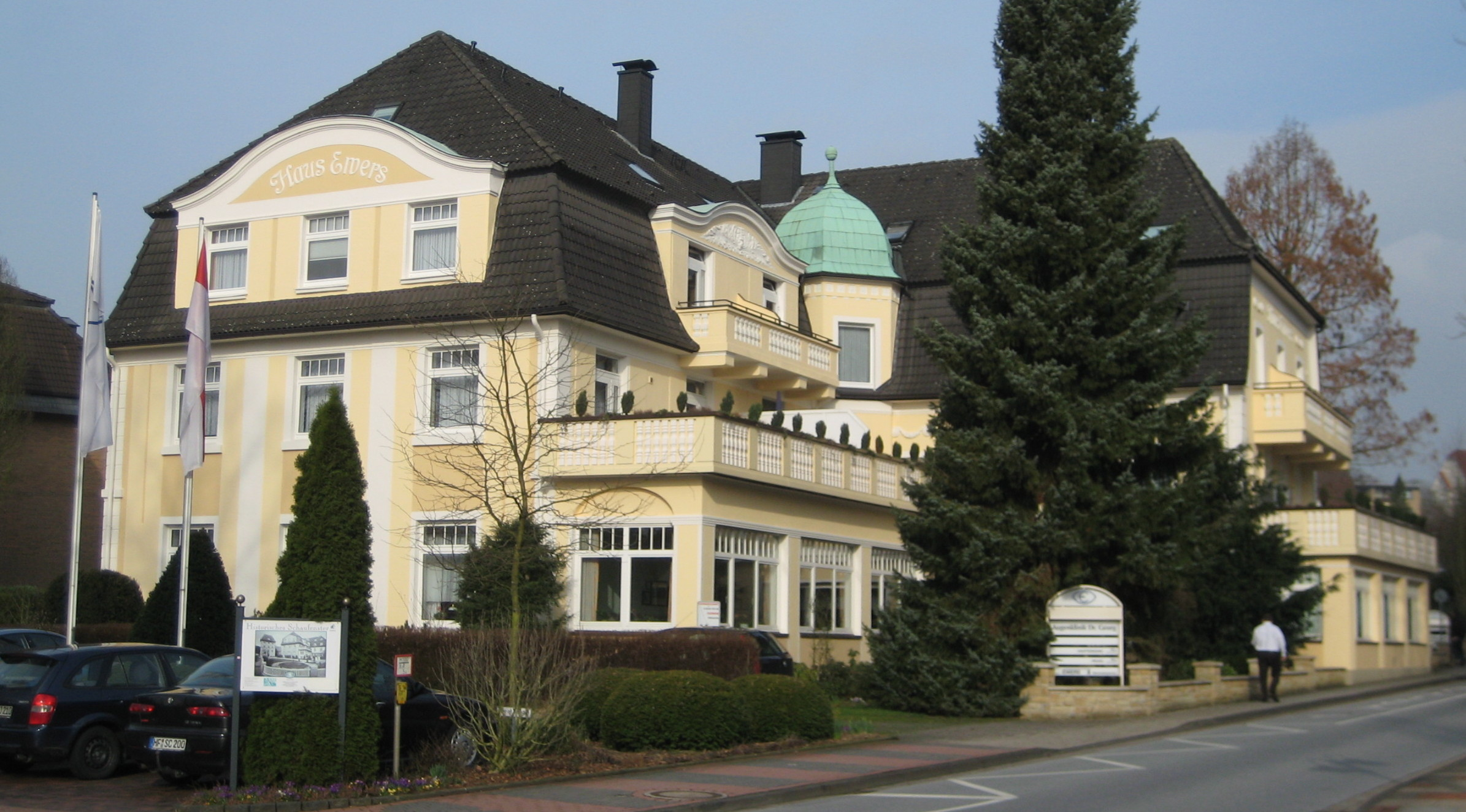
Oogkliniek Haus Ewers
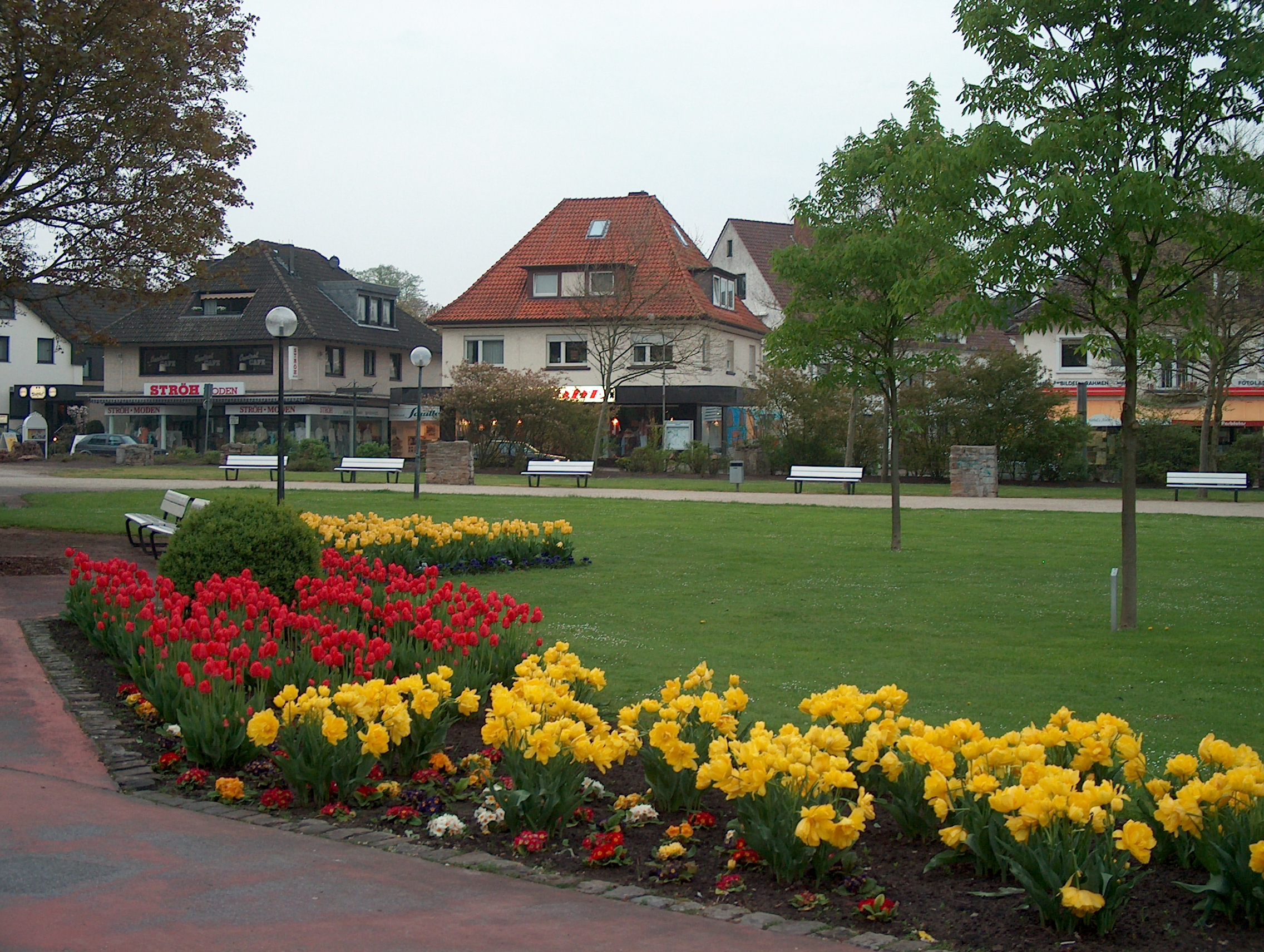
Park in Bad Rothenfelde

## Bezienswaardigheden buiten het kuurgebied
- De rooms-katholieke St.-Elisabethkerk
- Wandelen, nordic walking en fietsen in het Teutoburger Woud aan de noordkant van Bad Rothenfelde
- Het Heimatmuseum (streekmuseum)

Het niet meer bestaande vogelpark in Bad Rothenfelde is in 2004 opgeheven.

## Afbeeldingen (excl. kuurgebied)

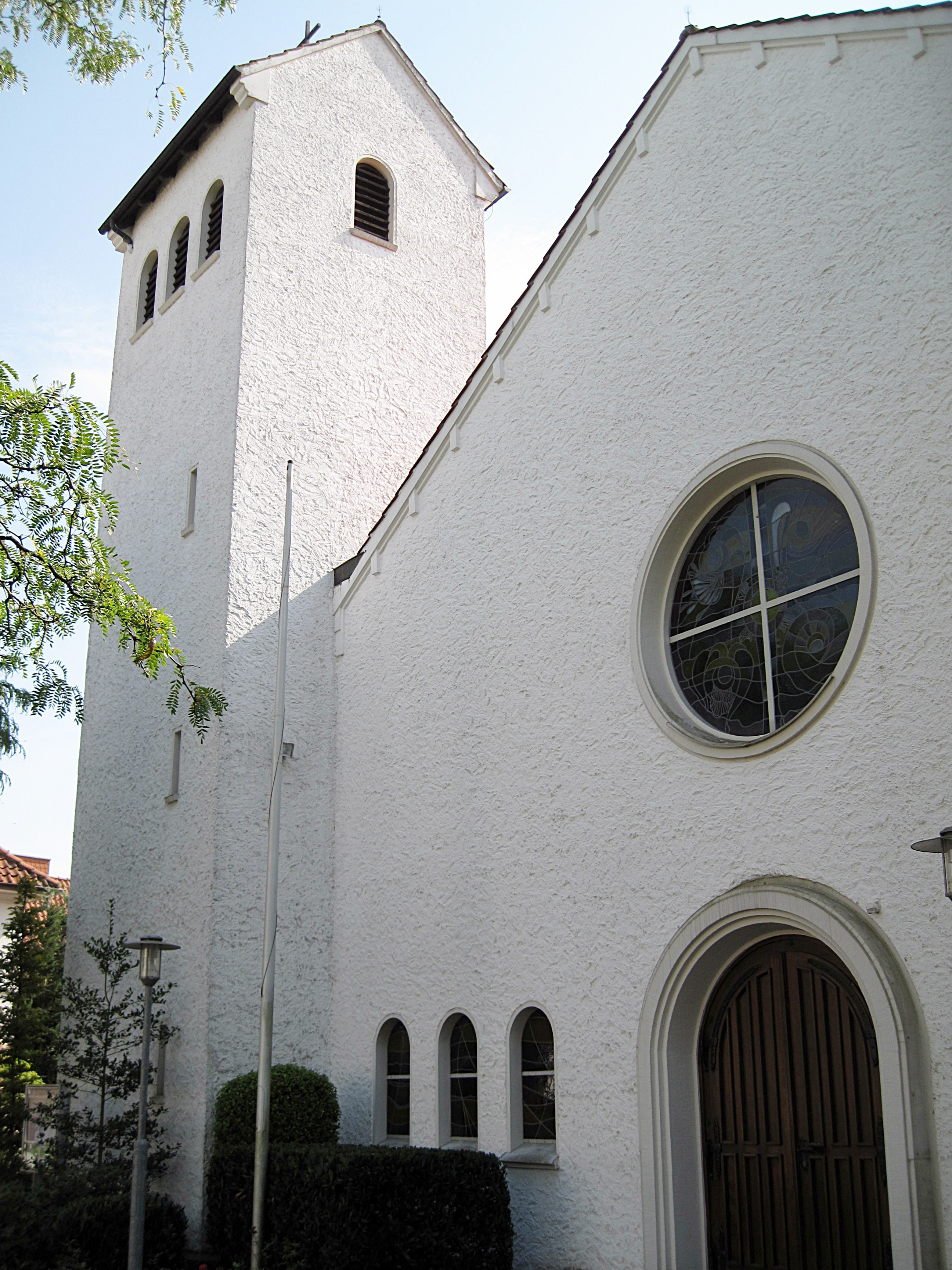
R.K. St.-Elisabethkerk

## Partnergemeentes
De Nederlandse partnergemeente van Bad Rothenfelde is Avereest, gemeente Hardenberg.

## Belangrijke personen in relatie tot de gemeente

### Geboren
- Hans Meiser (1946-2023), presentator en journalist

### Overleden
- Walther Wenck (Wittenberg, 18 september 1900 – Bad Rothenfelde[4], 1 mei 1982) Duits generaal; aan het eind van de Tweede Wereldoorlog commandant van het 12e Leger (Wehrmacht); bracht zijn levensavond door in Bad Rothenfelde en werd er begraven.

### Overigen
- Heinrich Schüchtermann (* 20 oktober 1830 in Recklinghausen; † 20 april 1895 in Dortmund), ondernemer, katholiek filantroop en in 1871 mede-heroprichter van het kuurbedrijf te Bad Rothenfelde, waaraan hij tot kort voor zijn dood leiding gaf.

- Gemeinsame Normdatei: 4212200-4
- Library of Congress Control Number: n85091314
- Nationale Bibliotheek van Tsjechië: xx0321755
- Nationale Bibliotheek van Israël: 987007559919005171
- Virtual International Authority File: 132586508

Alfhausen · 
Ankum · 
Bad Essen · 
Bad Iburg · 
Bad Laer · 
Bad Rothenfelde · 
Badbergen · 
Belm · 
Berge · 
Bersenbrück · 
Bippen · 
Bissendorf · 
Bohmte · 
Bramsche · 
Dissen am Teutoburger Wald · 
Eggermühlen · 
Fürstenau · 
Gehrde · 
Georgsmarienhütte · 
Glandorf · 
Hagen am Teutoburger Wald · 
Hasbergen · 
Hilter am Teutoburger Wald · 
Kettenkamp · 
Melle · 
Menslage · 
Merzen · 
Neuenkirchen · 
Nortrup · 
Ostercappeln · 
Quakenbrück · 
Rieste · 
Voltlage · 
Wallenhorst